# Crioa applicata
Crioa applicata là một loài bướm đêm trong họ Noctuidae.